# Premio Compasso d'oro 2016
Il premio Compasso d'oro 2016 è stata la 24ª edizione della cerimonia di consegna del premio Compasso d'oro.

## Giuria
- Walter Maria de Silva
- Mugendi K. M’Rithaa
- Yossef Schvetz
- Gabriella Bottini
- Cinzia Anguissola d’Altoè Scacchetti
- Toshiyuki Kita
- Marc Sadler

## Premiazioni

### Compasso d'oro
| Designer                                                                                | Prodotto                     | Azienda                                       | Immagine |
| --------------------------------------------------------------------------------------- | ---------------------------- | --------------------------------------------- | -------- |
| Giampiero Castagnoli, Marco Fagioli, Emanuel Gargano                                    | design 5MM                   | Treemme Rubinetterie                          |          |
| Giorgio Palù e Michele Bianchi                                                          | Auditorium Giovanni Arvedi   | Fondazione Giovanni Arvedi e Luciana Buschini |          |
| Giulio Vinaccia e Valerio Vinaccia                                                      | Design as a Development tool | UNIDO                                         |          |
| Flavio Manzoni                                                                          | FXX K                        | Ferrari                                       |          |
| Alberto Meda e Francesco Meda                                                           | Flap                         | Caimi Brevetti                                |          |
| Emanuele Pizzolorusso                                                                   | Lucetta                      | Palomar                                       |          |
| Mario Trimarchi                                                                         | Ossidiana                    | Alessi                                        |          |
| Technogym Design Center                                                                 | Omnia                        | Technogym                                     |          |
| Lievore Altherr Molina                                                                  | Vela                         | Tecno                                         |          |
| Konstantin Grcic                                                                        | OK                           | Flos                                          |          |
| Francesco Paszkowski Design (exterior design), Alberto Mancini Design (interior design) | Monokini                     | Baglietto                                     |          |
| Daniel Rybakken                                                                         | Ascent                       | Luceplan                                      |          |
| R&D Grivel con Maurizio Gallo                                                           | Twin gate                    | Grivel                                        |          |

### Premi alla carriera
- Fabio Lenci
- Luciano Benetton
- Ezio Manzini
- Franco Moschini
- Roberto Pezzetta
- Carlo Bartoli
- Ugo La Pietra
- Antonio Macchi Cassia
- Rodrigo Rodroquez[2][3].

### Premi internazionali
- Makio Hasuike
- James Dyson
- Ron Arad[4]

Sempre nella stessa edizione sono stati assegnate 56 Menzioni d'onore, 3 premi e 9 attestati per la Targa Giovani, e 12 premi Compasso d'Oro alla carriera, di cui 9 assegnati a designer e imprenditori italiani, 3 a designer internazionali.